# Kolinearnost
Kòlineárnost je v geometriji značilnost, da dane točke (ali drugi geometrijski objekti) ležijo na skupni premici.
Dve točki vedno določata premico, torej sta dve točki vedno kolinearni. Zato je smiselno govoriti o vprašanju kolinearnosti šele, če imamo tri točke ali več.
Kolinearnost točk je povezana s kolinearnostjo vektorjev. Pri vektorjih kolinearnost opazujemo vedno v primeru, ko imajo vsi vektorji skupno začetno točko. V tem primeru kolinearnost pomeni isto kot linearna odvisnost (pa tudi isto kot vzporednost) vektorjev:
Vektorja {\displaystyle {\vec {\mathbf {a} }}} in {\displaystyle {\vec {\mathbf {b} }}} sta kolinearna (vzporedna, linearno odvisna), če je možno enega od njiju izraziti z drugim, oziroma ga pomnožiti s skalarjem, npr.:
{\displaystyle {\vec {\mathbf {b} }}=k~{\vec {\mathbf {a} }}\!\,.}
Vektorji so lahko kolinearni tudi z različnim smislom (smerjo). Kolinearnost med vektorji je ekvivalenčna relacija.
Točke A, B in C so kolinearne, če sta kolinearna vektorja {\displaystyle {\overrightarrow {AB}}} in {\displaystyle {\overrightarrow {AC}}}, torej če se da zapisati:
{\displaystyle {\overrightarrow {AC}}=k~{\overrightarrow {AB}}\!\,.}